# Hana Kimura Memorial Show
Hana Kimura Memorial Show fue un evento de lucha libre profesional dirigida por Kyoko Kimura para conmemorar el primer aniversario de la muerte de su hija Hana Kimura, quien se suicidó el 23 de mayo de 2020. El evento tuvo lugar el 23 de mayo de 2021 en Korakuen Hall en Tokio, Japón con una asistencia limitada debido a la pandemia de COVID-19. Kagetsu y HZK, quienes se retiraron en 2019, hicieron regresos únicos dentro del ring en el evento, participando en los combates del evento principal y semi-principal.

## Producción
FITE TV anunció que otras superestrellas como Super Delfin, HUB, Yuko Miyamoto, Munenori Sawa, Kaori Yoneyama, Cherry, Hanako Nakamori, Yuki Miyazaki, Asuka, Mio Momono y Mika Iwata están listas para aparecer en el programa.

## Antecedentes
El 23 de mayo de 2020, Hana Kimura se suicidó a los 22 años. Temprano en la mañana, Kimura publicó imágenes de autolesiones en Twitter e Instagram mientras compartía algunos de los comentarios de odio que recibió. A finales de 2020 y principios de 2021, la Policía Metropolitana de Tokio arrestó y acusó a varios hombres por el ciberacoso que contribuyó a la muerte de Hana.

## Invitados especiales
El espectáculo comenzó con un concierto realizado por la intérprete japonesa Hiroko Yamamura: Yamamura era el DJ favorito de Hana Kimura y también un exluchador profesional. Ilk Park interpretó un número de baile con la banda sonora de Awaniko: Awaniko era el grupo ídolo del que Hana solía ser miembro. Luego se reprodujo un video que muestra las entradas de la chaqueta Ribera de Hana desde su mandato en WRESTLE-1.
Después del combate del evento principal, los luchadores que participaron en la cartelera rindieron homenaje a Hana. La madre de Hana, Kyoko Kimura, estaba en el ring con un retrato de ella y luego se unieron las excompañeras de equipo de Hana, Asuka y Kagetsu. Los tres hicieron la pose del Tokyo Cyber Squad. Esto fue seguido por un paquete de videos de quince minutos que resumía la carrera de Hana de principio a fin. El video fue seguido por un momento de silencio y un saludo de diez campanas, durante el cual Jungle Kyona tocó la campana. 
El evento concluyó con una serie de tributos en video, en particular tributos enviados por Yoshihiro Tajiri, Keiji Mutoh, The Great Sasuke, las superestrellas de la WWE Io Shirai y Kairi Sane, así como las estrellas de All Elite Wrestling Hikaru Shida y Kenny Omega. La imagen final de la transmisión fue Kyoko diciendo "Matane" seguido de "We love Hana, Hana loves everyone" (Amamos a Hana, Hana ama a todos en español).

## Resultados
Entre paréntesis, se indica el tiempo de cada combate.
- Hub, Shisaou y Eisa8 derrotaron a Shota, Fuma y Mil Mongoose
  - Hub cubrió a Mongoose después de un «Powerbomb».
- Ram Kaicho gana el All-Star Battle Royal.
  - Taicho eliminó finalmente a CIMA y Masato Tanaka, ganando la lucha.
  - Lo participantes de esta lucha fueron: Super Delfin, Miyuki Takase, Mika Iwata, Dash Chisako, Shotaro Ashino, Fuminori Abe, Menso-re Oyaji, Seigo Tachibana, Hagane Shinnou, Yuko Miyamoto, Chihiro Hashimoto, Ram Kaicho, Cherry, Yuki Miyazaki, Hanako Nakamori, Moeka Haruhi, Banana Senga, Gabai Jichan, Lingerie Mutoh, Yusuke Kodama, Aiger, Andras Miyagi, Sakura Hirota, Jun Kasai y Jinsei Shinzaki.
- Donna Del Mondo (Natsupoi & Syuri), Asuka y Mio Momono derrotaron a Kagetsu, Hazuki, Konami y Death Yama-san.
  - Después de la lucha, Asuka y Kagetsu se retaron a una lucha en esta noche, la cual fue concedida por Kyoko Kimura.